# Fort-Saint-Elme (commune)
Pour les articles homonymes, voir Fort Saint-Elme.
Fort-Saint-Elme  est une ancienne commune aujourd'hui rattachée à Collioure dans les Pyrénées-Orientales.

## Géographie
L'ancienne commune de Fort-Saint-Elme est située au sud-est de Collioure et à l'ouest de Port-Vendres.

## Toponymie
Durant la période révolutionnaire, la commune prend brièvement le nom de Fort-du-Rocher, par un arrêté du 15 prairial an II (3 juin 1794).

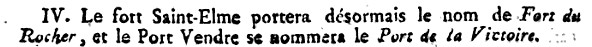
Extrait du décret du 15 prairial an II renommant le Fort-Saint-Elme et Port-Vendres.

## Histoire
Érigée en commune à la Révolution française, Fort-Saint-Elme est rattachée à Collioure entre 1790 et 1794.

## Lieux et monuments
- Fort Saint-Elme